# 金九成
金九成（1510年—？），字鳴韶，直隸常州府武進縣人，民籍，明朝政治人物。

## 生平
嘉靖十三年（1534年）甲午科應天府鄉試第四十九名舉人。嘉靖二十三年（1544年）中式甲辰科會試第二百四十九名，登第三甲第二十七名進士。授定海县知县。二十九年调章丘县。

## 家族
曾祖金洪；祖父金俊；父金珮，母楊氏。具庆下。兄金昪；金星；金九龄，同科進士。弟金九皋、金九思。